# Inclusione scolastica
Con il termine inclusione scolastica ci si riferisce a una strategia finalizzata alla partecipazione e al coinvolgimento di tutti gli studenti di una classe, con l’obiettivo di valorizzare al meglio il potenziale di apprendimento dell’intero gruppo classe, compresi gli allievi con disabilità. A differenza dell’integrazione scolastica, l’inclusione sposta quindi più in là il raggio d’azione della didattica, inserendosi in un contesto educativo di sempre maggiore complessità.

## Storia
In Italia il concetto di inclusione scolastica viene importato dal mondo scolastico inglese negli anni ’90 dal pedagogista Andrea Canevaro. Rispetto al concetto di integrazione scolastica, è una vera e propria innovazione concettuale, derivante da recenti disposizioni legislative. L’obiettivo è quello di mettere al centro della scuola il valore della diversità culturale, come occasione di crescita data dall’interazione con una persona con disabilità o con altri tipi di disturbi (che possono essere anche passeggeri), invece di cercare la normalizzazione delle differenze tramite un percorso integrativo.
Quando si parla di diritto all'inclusione scolastica si intende quindi l'impegno delle istituzioni (stato, sistema educativo, sistema sanitario, ecc.) a garantire un sistema di istruzione inclusivo a tutti i livelli ed un apprendimento continuo che arrivi a coprire tutto l'arco della vita, e che realizzi tale diritto senza discriminazioni e sulla base di pari opportunità. A livello didattico, la conseguenza più importante di questa impostazione è il superamento dell’idea che sia possibile una strategia didattica standardizzata. La didattica inclusiva deve essere intesa perciò come una trasformazione dell’ambiente educativo circostante, che coinvolge per favorire l’intera comunità scolastica e non solamente gli alunni con disabilità presenti nella scuola.
Sulla spinta di alcuni pedagogisti italiani (Andrea Canevaro e Dario Ianes tra questi), il Ministero dell'Istruzione emana linee di indirizzo per attuare l'inclusione scolastica, le cui principali sono le seguenti:
- Linee guida per l’integrazione scolastica degli alunni con disabilità[3] del 2009, che pongono le basi per l’accettazione delle diversità degli alunni disabili come fonte di arricchimento, e l’importanza di prestare attenzione ai bisogni di ciascuno e non solamente alle esigenze degli alunni affetti da particolari disturbi.

- Nuove norme in materia di disturbi specifici dell’apprendimento (DSA) in ambito scolastico[4] contenute nella Legge 170/2010. È con questa legge che si concretizza l’approccio innovativo dell’inclusione scolastica e si definiscono tutti gli strumenti e le metodologie per consentire il pieno sviluppo del processo formativo a partire dalla singolarità e complessità di ogni persona. Al centro di questa strategia, vengono inseriti i concetti di personalizzazione e individualizzazione dell’offerta didattica.

- Direttiva Ministeriale Strumenti di intervento per alunni con Bisogni educativi speciali (BES) e organizzazione territoriale per l'inclusione scolastica[5] del 2012, in cui si riconosce la possibilità che un alunno presenti esigenze didattiche particolari anche in assenza di DSA [6]. Di conseguenza, si organizzano criteri didattici inclusivi per tutti quegli studenti che presentano difficoltà dovute a cause socio-ambientali, culturali o familiari.

- Decreto inclusione del 2019 (poi emendato nel 2023) [7] che approfondisce la scelta per la personalizzazione della didattica. Tra le altre cose, viene dato maggior peso al ruolo delle famiglie, creando i Gruppi di Inclusione Territoriale e i Gruppi di lavoro operativi per l’inclusione. Il nucleo della riforma è concentrato nei Piani Educativi Individualizzati (PEI)[8], che divengono gli strumenti fondamentali con cui il Consiglio di classe è tenuto a disegnare un piano didattico specifico per ogni alunno disabile.

Grazie a questa impostazione legislativa, il 99% di studenti con Bisogni Educativi Speciali (BES) sono attualmente integrati nel sistema scolastico.

## Basi teoriche
I pilastri della didattica inclusiva sono 4: progettazione, collaborazione, efficacia e, infine, relazioni ed emozioni.
La progettazione prevede proprio il disegnare la didattica in base alle caratteristiche, alle abilità e ai bisogni del singolo allievo. La collaborazione, invece, consiste nella partecipazione attiva di tutti i soggetti chiamati in causa.
L’efficacia si riferisce alla messa in atto di strategie efficaci per l’intero gruppo classe e non solo per lo studente con difficoltà. Infine, le relazioni ed emozioni sono l’ingrediente finale che devono arricchire le metodologie didattiche messe in campo.

## Integrazione e inclusione
In molti contesti i termini “inclusione” e “integrazione” vengono utilizzati come sinonimi, ma in realtà c’è una differenza sostanziale, in teoria e in pratica. L’integrazione si riferisce al processo di incorporare o di far partecipare un gruppo o individuo in una società o un ambiente esistente. L’inclusione, invece, si riferisce alla creazione di un ambiente che accoglie e valorizza la diversità e le differenze tra le persone, promuovendo l’equità e la parità di opportunità. In altre parole, l’integrazione è più focalizzata sul processo di incorporare un gruppo o individuo, mentre l’inclusione è più focalizzata sull’ambiente e sull’equità.
Il termine integrazione sottintende che il soggetto da integrare sia qualcosa di incompleto, che sia un soggetto atipico che ha bisogno di un adattamento al contesto. Inclusione nella scuola significa invece creare un ambiente educativo in cui tutti gli studenti, indipendentemente dalle loro differenze, siano accolti, valorizzati e supportati per raggiungere il loro pieno potenziale. Significa anche che tutti gli studenti hanno accesso alle stesse opportunità educative e che le loro esigenze individuali sono prese in considerazione nell’elaborazione delle lezioni e dei programmi. L’inclusione nella scuola può anche significare la creazione di un ambiente in cui gli studenti possono esprimere la loro individualità senza essere giudicati o esclusi, e l’adozione di pratiche pedagogiche che promuovono il pensiero critico e l’empatia. Inoltre, l’inclusione nella scuola significa anche lavorare per eliminare le barriere socioeconomiche e culturali che possono limitare l’accesso all’istruzione..